# André Ramiro
André Ramiro (Rio de Janeiro, 14 de janeiro de 1981) é um ator e rapper brasileiro. Ficou conhecido após interpretar o policial André Mathias do filme Tropa de Elite.

## Biografia
André nasceu no bairro Vila Kennedy, da cidade do Rio de Janeiro. Afro-brasileiro e de origem humilde, André já foi office-boy e porteiro no cinema do Shopping Center Fashion Mall, no Rio de Janeiro. Sua primeira atuação como ator foi no filme Tropa de Elite, de 2007, do diretor José Padilha. André fez o papel do policial André Mathias, do BOPE. Recentemente, foi batizado na Igreja Adventista do Sétimo Dia do Bairro de Botafogo, Rio de Janeiro.

## Carreira

### Na televisão
| Ano     | Título                       | Personagem                  | Nota                                             |
| ------- | ---------------------------- | --------------------------- | ------------------------------------------------ |
| 2008    | Casos e Acasos               | Bruno                       | Episódio: "O Celular, a Viagem e o Dia Seguinte" |
| 2009    | A Lei e o Crime              | Tião Meleca                 |                                                  |
| 2010    | Balada, Baladão              | Atirador de Elite           | Especial de fim de ano                           |
| 2011    | Vidas em Jogo                | Betão                       |                                                  |
| 2013    | Pecado Mortal                | Jeferson Carneiro (Mineral) |                                                  |
| 2014    | Plano Alto                   | Alfredo                     |                                                  |
| 2015    | Conselho Tutelar             | Caveira                     | Episódio: "Dias Melhores Virão"                  |
| 2016    | A Terra Prometida            | Jesana                      |                                                  |
| 2018    | Pacto de Sangue              | Lucas Soares                |                                                  |
| 2018    | Rio Heroes                   | Basílio                     |                                                  |
| 2018    | Ilha de Ferro                | Nonato                      |                                                  |
| 2019    | Sob Pressão                  | Toninho                     | Episódio: "6"                                    |
| 2019    | Malhação: Toda Forma de Amar | Professor Celso             |                                                  |
| 2020    | Detetives do Prédio Azul     | Mirinho Tantã               |                                                  |
| 2020    | Um Dia Qualquer              | Delegado                    |                                                  |
| 2021    | Gênesis                      | Faraó Amenenhat             | Fase: "Jornada de Abraão"                        |
| 2023–24 | Dom                          | Chico                       |                                                  |
| 2024    | A Caverna Encantada          | Mateus                      |                                                  |

### Cinema
| Ano  | Título                         | Personagem                        | Notas |
| ---- | ------------------------------ | --------------------------------- | ----- |
| 2007 | Tropa de Elite                 | Aspirante-a-oficial André Mathias |       |
| 2008 | Última Parada 174              | Capitão Souza                     |       |
| 2010 | Tropa de Elite 2               | Capitão André Mathias             |       |
| 2010 | O Senhor é o Meu Pastor        | Pastor Paulo                      |       |
| 2011 | A Novela das 8                 | Sérgio                            |       |
| 2012 | Éden                           | Juninho                           |       |
| 2016 | O Último Virgem                | Luizão                            |       |
| 2017 | Libertos - O Preço da Vida     | Emanuel                           |       |
| 2020 | Delphine                       | Diógenes                          |       |
| 2021 | O Novelo                       | Orlando                           |       |
| 2021 | Intervenção: É Proibido Morrer | Sapão                             |       |
| 2024 | Uma Babá Gloriosa              | Victor Garcia                     |       |

### Na música
O primeiro CD de André Ramiro foi publicado no dia 10 de Janeiro de 2012. O álbum intitulado "Crônicas De Um Rimador" foi gravado e mixado no Estúdio Fábrica de Chocolate contando com a produção de Damien Seth e co-produção do DJ Pachu.
Gravações adicionais: Estúdio Mangajingle por Pedro Guedes e no estúdio Clear Light por André Gomes Masterizado por Luiz Café no Estúdio Um Só Caminho. Participou recentemente do clipe Chama os Mulekes , do grupo de Rap ConeCrew Diretoria e do rap "na real", composto por Mr. Thug (Diego Villanueva).
Participações especiais : Gustavo Black Alien, Dudu Nobre, Gabriel O Pensador, Marquinhos OSócio, Dropê EJC, Beleza, Rico Neurótico, Marcelo Silva & Fred Müller.
Com os músicos: Funkero, Celso Fonseca, Luis Alves,Marcelo Martins,Nilo ROmero, Pedro Guedes, Pedro Moraez, André Gomes,Donatinho, Mizael, Marlon Sette, Altair Martins, Jeferson Victor, Renata Adegas, Adriana Prado, D. Madalena, Mari Rodrigues, Nyara e Mateuzinho.

### Games
2013 - Battlefield 4 - dublagem do personagem Kimble "Irish" Graves

## Prêmios e indicações
| Ano  | Premiação                     | Categoria            | Indicação | Resultado |
| ---- | ----------------------------- | -------------------- | --------- | --------- |
| 2024 | Festival Sesc Melhores Filmes | Melhor Ator Nacional | Níobe     | Indicado  |